# Agresión sexual
La agresión sexual es un delito en el que una persona atenta contra la libertad sexual de otra, empleando violencia o intimidación. En general se realiza tocando, con intenciones sexuales, a otra persona sin su consentimiento o ejerciendo la coerción de esa persona u obliga físicamente a una persona a participar en un acto sexual. Algunas de las variantes del delito puede comprender violencia sexual, que incluye violación (forzando la  penetración vaginal, anal u oral o agresión sexual facilitada por drogas), manoseo, abuso sexual infantil o la tortura de la persona de manera sexual.

## Definición
En general, la agresión sexual se define como contacto sexual no deseado. El Centro Nacional para Víctimas del Crimen declara:

La agresión sexual adopta muchas formas, incluidos ataques como violación o intento de violación, así como cualquier contacto sexual no deseado o amenazas. Por lo general, una agresión sexual ocurre cuando alguien toca cualquier parte del cuerpo de otra persona de manera sexual, incluso a través de la ropa, sin el consentimiento de esa persona.

## Prevención

### Campañas de prevención

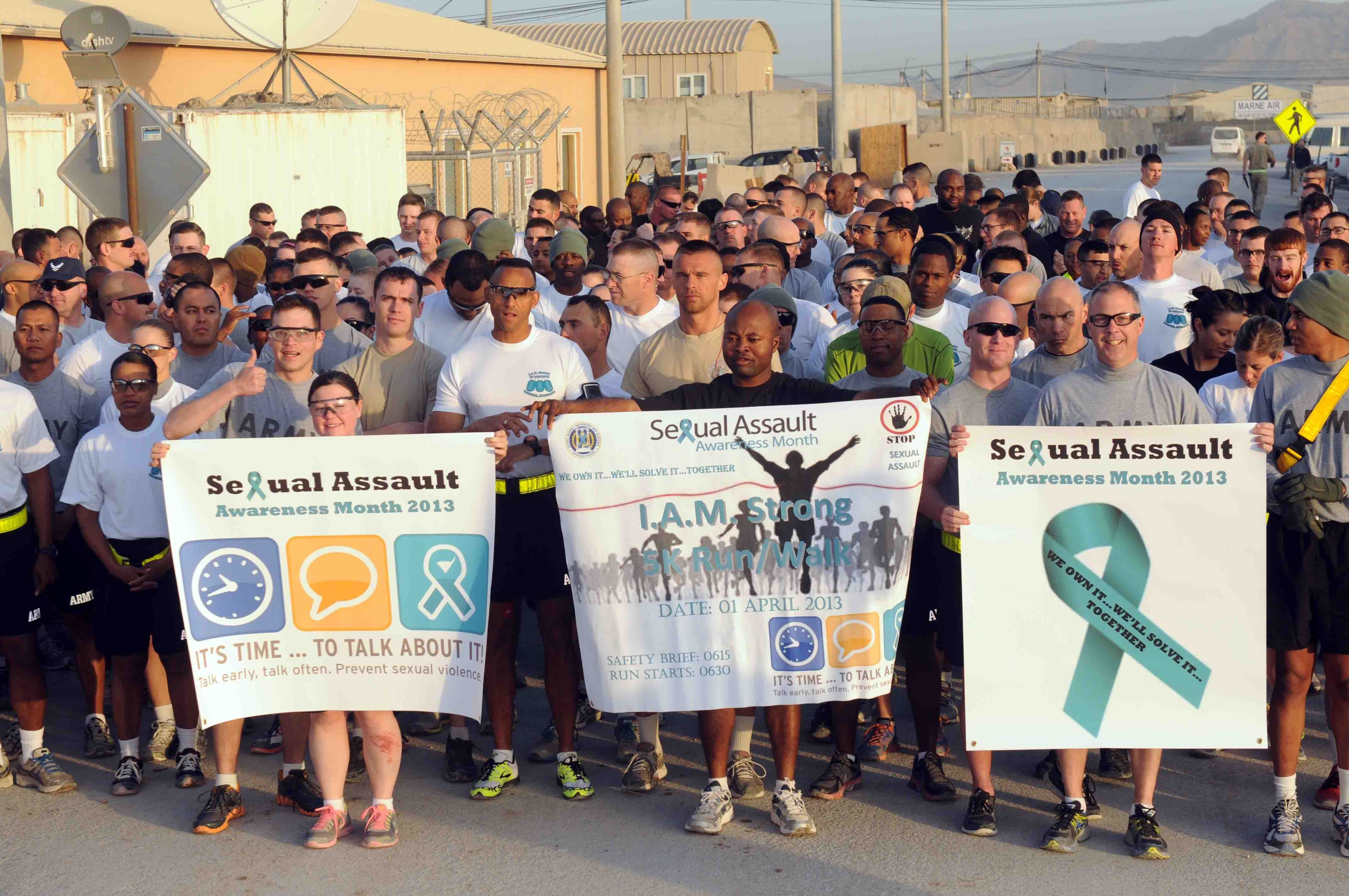
Tropas de EE. UU. en Afganistán realizan una carrera / caminata de 5 km durante el Mes de concientización sobre agresión sexual.

El acoso sexual y la agresión pueden prevenirse principalmente mediante la educación, con énfasis en la escuela secundaria, universidades, lugar de trabajo y programas de educación pública. Los programas para fraternizar entre hombres produce un "cambio de comportamiento sostenido". Al menos un estudio mostró que las campañas creativas con eslóganes e imágenes que atraen la atención y que otorgan el consentimiento del mercado son herramientas efectivas para crear conciencia sobre la agresión sexual en el campus y los problemas relacionados.
Varios programas de prevención de violación basados en la investigación han sido probados y verificados a través de estudios científicos. Los programas de prevención de violación que tienen los datos empíricos más sólidos en la literatura de investigación incluyen los siguientes:
Los Programa de Hombres y Mujeres, también conocidos como los programas One in Four, fueron escritos por John Foubert. y se enfoca en aumentar la empatía hacia las sobrevivientes de violación y motivar a las personas a intervenir como espectadores activos en situaciones de agresión sexual. Los datos publicados muestran que las personas de alto riesgo que vieron el Programa de Hombres y Mujeres cometieron un 40% menos de actos de comportamiento sexual coercitivo que los que no lo hicieron. También cometieron actos de coerción sexual que fueron ocho veces menos severos que un grupo de control. Una investigación adicional también muestra que las personas que vieron el Programa de Hombres y Mujeres informaron más eficacia en la intervención y una mayor disposición a ayudar como espectadores activos después de ver el programa. Varios estudios adicionales están disponibles documentando su eficacia.
Traer a espectadores activos fue escrito por Victoria Banyard. Se centra en quiénes son los espectadores activos, cuándo han ayudado y cómo intervenir como espectador activo en situaciones de riesgo. El programa incluye un breve componente de inducción a la empatía y una promesa de intervenir en el futuro. Varios estudios muestran una fuerte evidencia de resultados favorables que incluyen una mayor eficacia del espectador activo, una mayor disposición a intervenir como espectadores activos y una menor aceptación del mito de la violación.
El MVP: Mentors in Violence Prevention (Mentores en Prevención de Violencia) fue escrito por Jackson Katz. Este programa se enfoca en hablar sobre un espectador masculino que no intervino cuando la mujer estaba en peligro. Se hace hincapié en alentar a los hombres a ser espectadores activos en lugar de esperar cuando notan abuso. La mayor parte de la presentación está en el procesamiento de escenarios hipotéticos. Los resultados informados en la literatura de investigación incluyen niveles más bajos de sexismo y una mayor creencia de que los participantes podrían prevenir la violencia contra las mujeres.
El programa Green Dot fue escrito por Dorothy Edwards. Este programa incluye tanto discursos motivadores como educación entre pares centrada en la intervención del espectador. Los resultados muestran que la participación en el programa está asociada con reducciones en la aceptación del mito de la violación y una mayor intervención del espectador.
La ciudad de Edmonton, Canadá, inició una campaña de educación pública dirigida a posibles perpetradores. Los carteles en los baños de los bares y en los centros de transporte público recordaban a los hombres que "It's not sex...when she's wasted"[cita requerida] y "It's not sex when he changes his mind"[cita requerida] . La campaña fue tan efectiva que se extendió a otras ciudades. "El número de denuncias de agresiones sexuales disminuyó en un 10 por ciento el año pasado en Vancouver, después de que los anuncios aparecieron en la ciudad. Fue la primera vez en varios años que hubo una caída en la actividad de agresión sexual".

## Tipos

### Abuso sexual infantil
El Abuso sexual infantil es la conducta en la que una niña o niño es utilizado, con independencia de su voluntad o su consentimiento, como objeto o estimularlo sexual por una persona con la que mantiene una relación asimétrica, es decir, de desigualdad, en lo que respecta a la edad, a la madurez y al poder.
Las formas de abuso sexual infantil incluyen pedir o presionar a un niño para que participe en actividades sexuales (independientemente del resultado), exposición de los genitales a un niño, mostrar pornografía a un niño, real  contacto sexual con un niño, contacto físico con los genitales del niño, visualización de los genitales del niño sin contacto físico o uso de un niño para producir pornografía infantil, incluyendo transmisión digital en vivo de abuso sexual.
Los efectos del abuso sexual infantil incluyen depresión, trastorno de estrés postraumático, ansiedad, propensión a revictimización en la edad adulta, lesiones físicas al niño, y un mayor riesgo de futuros actos de violencia interpersonal entre hombres, entre muchos otros problemas. El abuso sexual por parte de un miembro de la familia es una forma de incesto. Es más común que otras formas de agresión sexual en niños y puede resultar en un trauma psicológico más grave a largo plazo, especialmente en el caso de incesto parental.
Aproximadamente del 15 al 25 por ciento de las mujeres y del 5 al 15 por ciento de los hombres fueron abusados sexualmente cuando eran niños. La mayoría de los delincuentes de abuso sexual conocen a sus víctimas. Aproximadamente el 30 por ciento de los perpetradores son parientes del niño, a menudo hermanos, padres, madres, hermanas y tíos o primos. Alrededor del 60 por ciento son otros conocidos, como amigos de la familia, niñeras o vecinos. Los extraños son los delincuentes en aproximadamente el 10 por ciento de los casos de abuso sexual infantil.
Los estudios han demostrado que el daño psicológico es particularmente grave cuando los padres cometen una agresión sexual contra los niños debido a la naturaleza incestuosa de la agresión. El incesto entre un niño o adolescente y un adulto relacionado ha sido identificado como la forma más extendida de abuso sexual infantil con una enorme capacidad de daño a un niño. A menudo, el niño no informa sobre la agresión sexual a un niño por varias de las siguientes razones:
- los niños son demasiado pequeños para reconocer su victimización o ponerlo en palabras
- fueron amenazados o sobornados por el abusador
- se sienten confundidos por temer al abusador
- tienen miedo de que nadie les crea
- se culpan a sí mismos o creen que el abuso es un castigo
- se sienten culpables de las consecuencias para el autor[43]

### Violencia doméstica
La violencia doméstica es la violencia ejercida en el terreno de la convivencia asimilada, por parte de uno de los miembros contra otro, contra algunos de los demás o contra todos ellos Comprende todos aquellos actos violentos, desde el empleo de la fuerza física, hasta el hostigamiento, el acoso, o la intimidación, que se producen en el seno de un hogar, y que perpetra al menos un miembro de la familia contra algún otro familiar. El abuso doméstico no solo puede ser emocional, físico, psicológico y financiero, sino que también puede ser sexual. Algunos de los signos de abuso sexual son similares a los de la violencia doméstica.

### Agresión sexual a ancianos
La agresión sexual en personas de edad avanzada consiste en la victimización de personas mayores de 60 años, la mayoría de las cuales sufren de disminución de la funcionalidad, fragilidad y debilidad, y por lo tanto dependen de los cuidadores. Solo el 30 por ciento de las personas de 65 años o más que son víctimas denuncian el asalto a la policía. Los asaltantes más comunes son cuidadores, hijos adultos, cónyuges y compañeros de las residencia de personas mayores.
Las señales de que un anciano está siendo agredido incluyen aumento del desgarro vaginal, sangrado, hematomas, infección, lesión pélvica, tejido blando o lesión ósea. Además, un estado de ánimo alterado podría ser una indicación de agresión sexual. Estos síntomas incluyen agitación extrema, trastorno de estrés postraumático, abstinencia, ataques de pánico, enfermedades de transmisión sexual, exacerbación de enfermedades existentes, trastornos del sueño y tiempos de recuperación más largos.

### Manoseo
El término "Manoseo" se usa para definir tocar o acariciar a otra persona de manera sexual sin el consentimiento de la persona. Se puede tocar a tientas debajo o sobre la ropa.

### Violación
Violación es un delito sexual que consiste en el acto de tener relaciones sexuales con otra persona sin su consentimiento. Es un acto de agresión habitual en la violencia de género, cometido mayoritariamente por personas que tienen una relación muy cercana con las víctimas. Aunque están estrechamente relacionados, los dos términos son técnicamente distintos en la mayoría de las jurisdicciones. La agresión sexual generalmente incluye la violación y otras formas de actividad sexual no consensuada.
Abbey  et alia.  Afirman que las víctimas femeninas son mucho más propensas a ser agredidas por un conocido, como una amiga o compañera de trabajo, una pareja, un exnovio o un esposo u otra pareja íntima que por un completo extraño. En un estudio de tratamientos hospitalarios por violación en la sala de emergencias, Kaufman et alia. Declaró que las víctimas masculinas como grupo sufrieron más traumas físicos y eran más propensas a haber sido víctimas de múltiples ataques de múltiples agresores. También se afirmó que las víctimas masculinas tenían más probabilidades de haber estado cautivas por más tiempo.
En los Estados Unidos, la violación es un delito cometido principalmente contra la juventud. Una encuesta telefónica nacional sobre violencia contra las mujeres realizada por el Instituto Nacional de Justicia y los Centros para el Control y la Prevención de Enfermedades encontró que el 18% de las mujeres encuestadas habían experimentado una violación completa o intentada en algún momento de su vida. vive. De estos, 22% eran menores de 12 años y 32% tenían entre 12 y 17 años cuando fueron violados por primera vez.
El acto de quitarse el preservativo durante una relación sexual sin el consentimiento de la pareja, puede tratarse como una agresión sexual o una violación.

### Acoso sexual
El acoso sexual es intimidación, acoso psicológico o coerción de naturaleza sexual. También se puede definir como la promesa inoportuna o inapropiada de obtener una recompensa a cambio de favores sexuales. La definición legal y social de lo que constituye acoso sexual difiere ampliamente según la cultura. El acoso sexual incluye una amplia gama de comportamientos, desde transgresiones aparentemente leves hasta formas graves de abuso. Algunas formas de acoso sexual se superponen con la agresión sexual.

### Agresión sexual masiva
La agresión sexual masiva es la agresión sexual colectiva a mujeres u hombres, y a veces niños, en público por grupo o grupos de agresores no relacionados. Por lo general, actuando bajo la cubierta protectora de grandes reuniones, las víctimas informaron haber sido manoseadas, frotadas, despojadas, golpeadas, mordidas, penetradas y violadas.

## Efectos emocionales
Además de los traumas físicos, la violación y otras agresiones sexuales a menudo resultan en efectos emocionales a largo plazo, particularmente en niños víctimas. Estos pueden incluir, entre otros:
negación, indefensión aprendida, genofobia, colpofobia coitofobia (miedo físico o psicológico a las relaciones sexuales), ira, auto-culpa, ansiedad, vergüenza, pesadillas, miedo, depresión,  flashbacks (o memoria recurrente involuntaria),  culpa, racionalización,  cambios de humor, hipoestesia (o el entumecimiento: efecto secundario común de diversas afecciones médicas que se manifiesta como un sentido reducido del tacto o la sensación, o una pérdida parcial de sensibilidad a los estímulos sensoriales. Esto generalmente se conoce entumecimiento, promiscuidad, soledad, ansiedad social, dificultad para confiar en uno mismo u otros, dificultad para concentrarse. Ser víctima de agresión sexual puede conducir al desarrollo de trastorno de estrés postraumático, adicción, trastorno depresivo mayor u otros psicopatologías.
La familia y los amigos experimentan cicatrices emocionales que incluyen un fuerte deseo de venganza, un deseo de "solucionar" el problema y/o seguir adelante, y una racionalización de que "no fue tan malo".

## Efectos físicos
Si bien la agresión sexual, incluida la violación, puede provocar un trauma físico, muchas personas que sufren agresión sexual no sufrirán ninguna lesión física. Los Mitos de la violación sugieren que la víctima estereotípica de la violencia sexual es una joven magullada y maltratada. La cuestión central en muchos casos de violación u otra agresión sexual es si ambas partes dieron su consentimiento o no a la actividad sexual o si ambas partes tuvieron la capacidad de hacerlo. Por lo tanto, la fuerza física que resulta en lesiones físicas visibles no siempre se ve. Este estereotipo puede ser perjudicial porque las personas que han sufrido agresión sexual pero no tienen trauma físico pueden estar menos inclinadas a informar a las autoridades o buscar atención médica. Sin embargo, las mujeres que experimentaron violación o violencia física por parte de una pareja eran más propensas que las personas que no habían experimentado esta violencia a reportar dolores de cabeza frecuentes, dolor crónico, dificultad para dormir, limitación de actividad, mala salud física y mala salud mental.

## Efectos económicos
Debido a la violación o agresión sexual, o la amenaza de, hay muchos impactos resultantes en los ingresos y el comercio a nivel macro. Cada agresión sexual (excluido el abuso infantil) implica una pérdidas económicas tangibles (pérdida de productividad, atención médica y de salud mental, servicios de policía/bomberos y daños a la propiedad) y casi un 200% más en calidad de vida perdida.
La agresión sexual también tiene efectos económicos adversos para los víctimas a nivel micro. Por ejemplo, los víctimas de agresión sexual a menudo requieren tiempo libre del trabajo. y enfrentan mayores tasas de desempleo. Las sobrevivientes de violación por parte de una pareja íntima pierden importantes ingresos por día debido al tiempo libre no remunerado. La agresión sexual también se asocia con numerosas consecuencias laborales negativas, que incluyen ausencias no remuneradas, rendimiento laboral disminuido, pérdida del trabajo y la incapacidad para trabajar, todo lo cual puede generar ingresos más bajos para las víctimas.

## Tratamiento médico y psicológico de las víctimas
En las emergencias, se ofrecen medicamentos de emergencia como anticonceptivos a mujeres violadas por hombres porque alrededor del 5% de esas violaciones resultan en embarazo. Se administran medicamentos preventivos contra las Infecciones de transmisión sexual a las víctimas de todo tipo de agresión sexual, (especialmente para las enfermedades más comunes como  clamidias, Gonorrea , Tricomoniasis y Vaginosis bacteriana) y se realizan extracción de sangre para detectar infecciones de transmisión sexual (como VIH, hepatitis B y sífilis). Cualquier sobreviviente con abrasiones está inmunizado contra el tétanos si han transcurrido cinco años desde la última inmunización. El tratamiento a corto plazo con una benzodiazepina puede ayudar con la ansiedad aguda y los antidepresivos pueden ser útiles para los síntomas de TEPT, depresión y ataques de pánico. La Desensibilización y reprocesamiento por movimientos oculares también se ha propuesto como tratamiento psiquiátrico para víctimas de agresión sexual. Con respecto al tratamiento psicológico a largo plazo, la terapia de exposición prolongada ha sido probada como un método de tratamiento de TEPT a largo plazo para víctimas de abuso sexual.
En el Reino Unido, los incidentes de violación y agresión sexual son enviados a un centro de referencia de agresión sexual (SARC por sus siglas en inglés). En Estados Unidos, la institución equivalente a los SARC está dirigida por enfermeras forenses de agresión sexual (SANE por sus siglas en inglés).

## Maltrato a las víctimas después del asalto
Después de la agresión, las víctimas pueden ser agredidas y tildadas de prostitutas o sufrir Ciberacoso. Además, su credibilidad puede ser cuestionada. Durante los procedimientos penales, pueden prohibirse las publicaciones, juicios públicos y otras acciones por las leyes de protección contra violaciones para proteger a las víctimas del escrutinio público excesivo. Las respuestas sociales negativas a las revelaciones de agresiones sexuales de las víctimas tienen el potencial de provocar síntomas trastorno de estrés postraumático. El Aislamiento social, después de una agresión sexual, puede provocar que la víctima experimente una disminución en su autoestima y la probabilidad de rechazar avances sexuales no deseados en el futuro.

## Jurisprudencia

### Australia
En Australia, el término agresión sexual se usa para describir una variación de los delitos sexuales. Esto se debe a una variedad de definiciones y al uso de terminología para describir los delitos sexuales dentro de los territorios y estados, ya que cada territorio y estado tiene su propia legislación para definir violación, intento de violación, agresión sexual, agresión sexual agravada, penetración sexual o relaciones sexuales sin consentimiento y violencia sexual.
En el estado de Nueva Gales del Sur, la agresión sexual es un delito legal punible en virtud del artículo 61I de la Ley 1900 de delitos. El término "agresión sexual" es equivalente a "violación" en el lenguaje corriente, mientras que todas las demás agresiones de naturaleza sexual se denominan "agresión indecente".
Para ser responsable del castigo bajo la Ley 1900 de delitos, un delincuente debe tener la intención de cometer un acto sexual como se define en s61H(1) mientras tiene uno de los estados de conocimiento de no consentimiento definidos en s61HA(3). Pero tenga en cuenta que s61HA(3) es una norma objetiva que solo requiere que la persona no tenga motivos razonables para creer que la otra persona está dando su consentimiento. La pena máxima por agresión sexual es de 14 años de prisión.
La agresión sexual agravada es la relación sexual con otra persona sin el consentimiento de la otra persona y en circunstancias de agravación. La pena máxima es el encarcelamiento por 20 años bajo s 61J de la Ley de Delitos.
En el estado de Victoria, la violación es punible en virtud del artículo 38 de la Ley de delitos de 1958, con una pena máxima de 25 años de prisión.
En el estado de Australia del Sur, la violación es punible en virtud del artículo 48 de la Ley de consolidación de la ley penal de 1935 (SA) con un plazo máximo de cadena perpetua.
En el estado de Australia Occidental, la penetración sexual es punible en virtud del artículo 325 de la Ley del Código Penal de 1913 con una pena máxima de 14 años de prisión.
En el Territorio del Norte, los delitos de relaciones sexuales y la indecencia grave sin consentimiento son punibles en virtud del artículo 192 de la Ley del Código Penal de 1983 y punibles con una pena máxima de cadena perpetua.
En Queensland, la violación y la agresión sexual son punibles según el artículo 349, Capítulo 32 de la Ley del Código Penal de 1899 con una pena máxima de cadena perpetua.
En Tasmania, la violación es punible según el artículo 185 de la Ley del Código Penal de 1924 con un castigo máximo de 21 años según el artículo 389 de la Ley del Código Penal de 1924.
En el Territorio de la Capital Australiana, la agresión sexual es punible en virtud de la Parte 3 de la Ley de delitos 1900 con una pena máxima de 17 años.
La agresión sexual se considera un crimen de género que resulta en el 85% de las agresiones sexuales que nunca llegan a la atención del sistema de justicia penal de acuerdo con la Oficina Australiana de Estadísticas. Esto se debe a las bajas tasas de denuncia, el tratamiento de las víctimas y la desconfianza en el sistema de justicia penal, la dificultad para obtener pruebas y la creencia en los mitos sobre la agresión sexual.
Sin embargo, una vez que se acusa a una persona, el fiscal público decidirá si el caso procederá a juicio en función de si hay pruebas suficientes y si un caso es de interés público. Una vez que el asunto ha llegado a juicio, el asunto generalmente será escuchado en el Tribunal de Distrito. Esto se debe a que los delitos de violencia sexual se clasifican principalmente como delitos procesables (delitos graves), en lugar de delitos sumarios (delitos menores). Los delitos sexuales también se pueden escuchar en la Corte Suprema, pero en general si el asunto se está escuchando como una apelación.
Una vez que se escucha el asunto, la fiscalía debe proporcionar evidencia que pruebe "más allá de toda duda razonable" que el delito fue cometido por el acusado. El estándar de prueba es vital para controlar el poder del Estado. Si bien, como se indicó anteriormente, cada jurisdicción (Estado y Territorio) tiene su propia legislación sobre delitos sexuales, hay muchos elementos comunes a cualquier delito penal que aconsejan cómo se define el delito y qué debe probar la fiscalía para encontrar al acusado. culpable. Estos elementos se conocen como Actus Reus, que comprende el elemento físico y el Mens Rea que comprende el elemento mental.
Los casos notables de agresión sexual que han resultado en condenas son Regina v Bilal Skaf [2005] y Regina v Mohommed Skaf [2005] que fueron muy visibles en Nueva Gales del Sur dentro de los medios de comunicación en la década de 2000. Estos casos fueron seguidos de cerca por los medios de comunicación y condujeron a cambios legislativos como la aprobación de la Ley de Enmienda de Delitos (Agresión Sexual Agravada en la Compañía) 2001 No 62 que aumentó dramáticamente las oraciones para 'violadores de pandillas' al crear una nueva categoría de crimen conocida como Agresión Sexual Agravada en Compañía. También se hicieron cambios a la Ley de Delitos (Procedimiento de Sentencia) de 1999. Este cambio se conoce como la Enmienda de Delitos (Procedimiento de Sentencia) (Declaración de Impacto a las Víctimas) 2004 No 3 que amplía la categoría de delitos respecto de los cuales un Tribunal Local puede recibir y considera las Declaraciones de Impacto de las Víctimas para incluir algunos delitos procesables que generalmente son tratado de forma sumaria.

### Canadá
La agresión sexual se define como el contacto sexual con otra persona sin el consentimiento de esa otra persona. El consentimiento se define en la sección 273.1 (1) como " el acuerdo voluntario del demandante para participar en la actividad sexual en cuestión ".
La Sección 265 del  Código Penal define los delitos de agresión y agresión sexual. La sección 271 penaliza la "agresión sexual", la sección 272 penaliza la "agresión sexual con un arma, las amenazas a un tercero o causar daños corporales" y la sección 273 criminaliza "Agresión sexual agravada".

#### Consentimiento
La ausencia de consentimiento define el delito de agresión sexual. La sección 273.1 (1) define el consentimiento, la sección 273.1 (2) describe ciertas circunstancias en las que se obtiene "sin consentimiento", mientras que la sección 273.1 (3) establece que la subsección (2) "no limita" las circunstancias en las que "sin consentimiento" se obtiene (es decir, la subsección (2) describe "algunas" circunstancias que consideran que el acto no es consensuado, pero otras circunstancias, no descritas en esta sección, también pueden considerar que el acto se cometió sin consentimiento). El "no consentimiento" a la agresión sexual también está sujeto a la Sección 265 (3), que también describe varias situaciones en las que el acto se considera no consensuado. En 2011, el Tribunal Supremo de Canadá en la ley2011 SCC 28 interpretó las siguientes disposiciones para determinar que una persona debe tener una mente activa durante la actividad sexual para dar su consentimiento, y que no puede dar su consentimiento por adelantado.

#### Interpretación parcial de la Corte Suprema del "consentimiento"
El jurado de la Corte Suprema de Terranova y Labrador falló a favor de una defensa que contribuyó a la interpretación de las leyes de consentimiento. Las defensas declararon y el juez Valerie Marshall recordó al jurado.:
- porque un demandante está borracho no disminuye su capacidad de consentimiento.
- porque un demandante no puede recordar si dio su consentimiento no significa que no podría haber dado su consentimiento.[92]

La frase acuñada con respecto a esta defensa fue  "Moral versus consentimiento legal" 

### Alemania
Antes de 1997, la definición de violación era: "Quien obligue a una mujer a tener relaciones extramaritales con él o con una tercera persona, por la fuerza o la amenaza de peligro presente para la vida o la extremidad, será castigado con no menos de dos años encarcelamiento".
En 1997, se adoptó una definición más amplia con la 13a enmienda penal, sección 177-179, que se ocupa del abuso sexual.[cita requerida]La violación generalmente se denuncia a la policía, aunque también se permite denunciar al fiscal o al tribunal de distrito.[cita requerida]
El Código Penal dice:
Sección 177
Agresión sexual por uso de fuerza o amenazas; violación
1. Quien coacciona a otra persona
  1. por la fuerza;
  2. por amenaza de peligro inminente para la vida o las extremidades; o
  3. explotando una situación en la que la víctima está desprotegida y a merced del delincuente,

sufrir actos sexuales por parte del delincuente o una tercera persona en su propia persona o participar activamente en actividades sexuales con el delincuente o una tercera persona, estará sujeto a prisión de no menos de un año.
2. En casos especialmente graves, la pena será de prisión no inferior a dos años. Un caso especialmente grave generalmente ocurre si
  1. el delincuente realiza relaciones sexuales con la víctima o realiza actos sexuales similares con la víctima, o permite que la víctima se realice sobre sí mismo, especialmente si degradan a la víctima o si implican penetración en el cuerpo (violación); o
  2. el delito es cometido conjuntamente por más de una persona.

Las subsecciones (3), (4) y (5) proporcionan estipulaciones adicionales sobre la sentencia dependiendo de circunstancias agravantes o atenuantes.
La Sección 178 establece que " Si el delincuente por agresión sexual o violación (sección 177) causa la muerte de la víctima al menos por negligencia grave, la pena será prisión de por vida o no menos de diez años.

### República de Irlanda
Como en muchas otras jurisdicciones, el término agresión sexual se usa generalmente para describir delitos sexuales no penetrativos. La Sección 2 de la Ley de Derecho Penal (Violación) de 1981 establece que un hombre ha cometido una violación si tiene relaciones sexuales con una mujer que en el momento de la relación sexual no lo consiente, y en ese momento él sabe que ella no consiente el coito o él es imprudente en cuanto a si ella lo consiente o no. Según la Sección 4 de la Ley de Derecho Penal (Enmienda de violación) de 1990, la violación significa una agresión sexual que incluye la penetración (por leve que sea) del ano o la boca por el pene o la penetración (por leve que sea) de la vagina por cualquier objeto retenido o manipulado por otra persona. La pena máxima por violación en Irlanda es la cadena perpetua.

### Sudáfrica
La Ley de reforma del derecho penal (delitos sexuales y asuntos conexos) de 2007 creó el delito de agresión sexual, reemplazando un delito de derecho común de "asalto indecente". "Agresión sexual" se define como la violación sexual ilegal e intencional de otra persona sin su consentimiento. La definición de la ley de "violación sexual" incorpora una serie de actos sexuales, incluido cualquier contacto genital que no equivale a la penetración, así como cualquier contacto con la boca diseñado para causar excitación sexual. Los actos no consensuales que involucran penetración real son violación en lugar de agresión sexual.
Inspirar ilegal e intencionalmente la creencia en otra persona de que serán violadas sexualmente también equivale a agresión sexual. La Ley también creó los delitos de "agresión sexual obligada", cuando una persona obliga a una segunda persona a cometer un acto de violación sexual con una tercera persona; y "asalto sexual forzado", cuando una persona obliga a otra persona a masturbarse o cometer otros actos sexuales por sí misma.

### Reino Unido

#### Inglaterra y Gales
La agresión sexual es un delito legal en Inglaterra y Gales. Está creado por la sección 3 de la Ley de delitos sexuales de 2003 que define "agresión sexual" como cuando una persona (A)

1. intencionalmente toca a otra persona (B),
2. el contacto es sexual,
3. B no da su consentimiento para tocar, y
4. A no cree razonablemente que B consienta.

Se debe determinar si una creencia es razonable teniendo en cuenta todas las circunstancias, incluidos los pasos que A ha tomado para determinar si B consiente.
Las secciones 75 y 76 se aplican a un delito en virtud de esta sección.
Una persona culpable de un delito bajo esta sección es responsable:
1. en condena sumaria, a prisión por un período que no exceda los 6 meses o una multa que no exceda el máximo legal o ambos;
2. en condena por acusación, a prisión por un período no superior a 10 años.[99]

#### Irlanda del Norte
La agresión sexual es un delito legal. Está creado por el artículo 7 de la "Orden sobre delitos sexuales (Irlanda del Norte) 2008". La agresión sexual se define de la siguiente manera:

Agresión sexual
(1) Una persona (A) comete un delito si:
 :( a) toca intencionalmente a otra persona (B),
 :( b) el contacto es sexual,
 :( c) B no da su consentimiento para tocar, y
 :( d) A no cree razonablemente que B consienta.

#### Escocia
La agresión sexual es un delito legal. Está creado por la sección 3 de la "Ley de delitos sexuales 2009" (Escocia).
La agresión sexual se define de la siguiente manera:

Agresión sexual
(1) Si una persona ("A") -
 :( a) sin el consentimiento de otra persona ("B"), y
 :( b) sin ninguna creencia razonable de que B consiente,
hace cualquiera de las cosas mencionadas en la subsección (2), luego A comete un delito, que se conoce como el delito de agresión sexual.
(2) Esas cosas son, que A—
 :( a) penetra sexualmente, por cualquier medio y en cualquier medida, con la intención de hacerlo o imprudente en cuanto a si hay penetración, la vagina, el ano o la boca de B,
 :( b) toca intencionalmente o imprudentemente a B sexualmente,
 :( c) participa en cualquier otra forma de actividad sexual en la que A, intencionalmente o imprudentemente, tiene contacto físico (ya sea contacto corporal o contacto por medio de un implemento y ya sea a través de la ropa) con B,
 :( d) eyacula intencionalmente o imprudentemente el semen en B,
 :( e) intencionalmente o imprudentemente emite orina o saliva a B sexualmente.

### Estados Unidos
El Departamento de Justicia de los Estados Unidos define la agresión sexual como "cualquier tipo de contacto o comportamiento sexual que ocurra sin el consentimiento explícito del destinatario. La definición de agresión sexual es una actividad sexual como relaciones sexuales forzadas, sodomía forzada, abuso sexual infantil, incesto, caricias e intentos de violación ".
Cada estado de EE. UU. Tiene su propio código de leyes y, por lo tanto, la definición de conducta que constituye un delito, incluida una agresión sexual, puede variar hasta cierto punto según el estado. Algunos estados pueden referirse a la agresión sexual como "agresión sexual" o "conducta sexual criminal".

### España
Es un término jurídico utilizado en el derecho penal de España (art. 178 CP), que denomina el delito que abarca todos los actos de contenido sexual violento sin consentimiento de la víctima. El delito protege la libertad sexual de las personas, e incluye como manifestación agravada, la penetración sexual violenta no consentida (art. 179 CP), conocida como "violación", expresión que fue eliminada del Código Penal español, al igual que su condición de delito autónomo. La aparición del delito de "agresión sexual" en España, es parte de una tendencia internacional de reforma de las denominaciones y la manera de organizar conceptualmente los llamados "delitos sexuales", eliminando denominaciones como "violación" y "estupro", así como el peso moral en perjuicio de la víctima, de la penetración no consentida, entendida como "asesinato moral" o "mancillación", presente cuando los delitos sexuales son entendidos como un ataque a la honestidad de las víctimas. El delito de "agresión sexual" en España, se diferencia del delito de "abuso sexual" (arts. 181-182 CP): ambos consisten en actos de contenido sexual no consentidos, pero mientras en la "agresión sexual" hay violencia o intimidación, en el "abuso sexual" no hay violencia, ni intimidación.